# Мумії (мультфільм, 2023)
«Мумії» (ісп. Momias) — англомовний іспанський комедійний анімаційний фільм 2023 року від режисера Хуана Хесуса Ґарсії Ґалоча за сценарієм Жорді Гасулля та Хав'єра Баррейри від кінокомпанії Atresmedia Cine у співпраці з Warner Bros. Pictures.

## Сюжет
У таємному підземному місті Єгипту мешкають мумії, які продовжують жити своїм повсякденним життям, дотримуючись стародавніх традицій. Але одного разу верховний жрець оголошує імператорський указ про шлюб принцеси Нефер та гонщика-колісничника Тута. Від чого молоді люди не в захваті, та не мають бажання одружуватись. Але після викрадення археологом старовинного королівського персня, який є символом влади та ключем до їхнього світу, вони вирушають у небезпечну подорож до сучасного Лондона. Де їм доведеться пристосовуватися до незвичного для них світу, використовуючи давньоєгипетські знання та навички, щоб повернути перстень і врятувати свій світ.